# Superleague-Formula-Saison 2011
Die Superleague-Formula-Saison 2011 war die vierte Saison der Superleague Formula by Sonangol. Sie begann am 29. Mai auf dem Circuito do Estoril und endete am 17. Juli in Zolder. Es fanden nur zwei Rennwochenenden statt, alle weiteren Veranstaltungen wurden abgesagt. Das Team Australien mit dem Fahrer John Martin gewann die Meisterschaft.

## Starterfeld
| Verein               | Rennstall                | Nr. | Fahrer              | Rennwochenende |
| -------------------- | ------------------------ | --- | ------------------- | -------------- |
| RSC Anderlecht       | Azerti Motorsport        | 01  | Neel Jani           | 1, 2           |
| PSV Eindhoven        | Azerti Motorsport        | 02  | Yelmer Buurman      | 1, 2           |
| Girondins Bordeaux   | Azerti Motorsport        | 03  | Tristan Gommendy    | 1, 2           |
| Sparta Prag          | Atech Reid Grand Prix    | 04  | Filip Salaquarda    | 1, 2           |
| Team Luxemburg       | Atech Reid Grand Prix    | 05  | Frédéric Vervisch   | 1, 2           |
| Team Neuseeland      | Atech Reid Grand Prix    | 06  | Earl Bamber         | 1              |
| Team Neuseeland      | Atech Reid Grand Prix    | 06  | Chris van der Drift | 2              |
| Team Japan           | Atech Reid Grand Prix    | 07  | Duncan Tappy        | 1              |
| Team Japan           | Atech Reid Grand Prix    | 07  | Robert Doornbos     | 2              |
| Team Niederlande     | Atech Reid Grand Prix    | 08  | Robert Doornbos     | 1              |
| Team Russland        | Atech Reid Grand Prix    | 17  | Michail Aljoschin   | 2              |
| Atlético Madrid      | DeVillota.com Motorsport | 09  | María de Villota    | 1              |
| Atlético Madrid      | DeVillota.com Motorsport | 09  | Andy Souček         | 2              |
| Galatasaray Istanbul | DeVillota.com Motorsport | 10  | Andy Souček         | 1              |
| Galatasaray Istanbul | DeVillota.com Motorsport | 10  | Duncan Tappy        | 2              |
| Team China           | DeVillota.com Motorsport | 11  | Ho-Pin Tung         | 1              |
| Team Südkorea        | DeVillota.com Motorsport | 19  | Max Wissel          | 2              |
| Team Brasilien       | Alan Docking Racing      | 14  | Antonio Pizzonia    | 1, 2           |
| Team Australien      | Alan Docking Racing      | 24  | John Martin         | 1, 2           |
| Team England         | Alan Docking Racing      | 31  | Craig Dolby         | 1, 2           |

### Änderungen bei den Fahrern
Die folgende Auflistung enthält alle Fahrer, die an der Superleague-Formula-Saison 2010 teilgenommen haben und in der Saison 2011 nicht für denselben Verein wie 2010 starteten.
Fahrer, die ihren Verein gewechselt haben:
- Earl Bamber: PSV Eindhoven → Team Neuseeland
- Yelmer Buurman: AC Mailand → PSV Eindhoven
- Craig Dolby: Tottenham Hotspur → Team England
- Chris van der Drift: Galatasaray Istanbul → Team Neuseeland
- Robert Doornbos: Corinthians São Paulo → Team Niederlande
- Tristan Gommendy: Olympique Lyon → Girondins Bordeaux
- Neel Jani: Olympiakos Piräus → RSC Anderlecht
- John Martin: Beijing Guoan → Team Australien
- Andy Souček: Flamengo Rio de Janeiro → Galatasaray Istanbul
- Duncan Tappy: Flamengo Rio de Janeiro → Team Japan
- Frédéric Vervisch: FC Liverpool → Team Luxemburg
- Max Wissel: FC Basel → Team Südkorea

Fahrer, die in die Superleague Formula einstiegen bzw. zurückkehrten:
- Michail Aljoschin: World Series by Renault (Carlin) → Team Russland
- Antonio Pizzonia: Stock Car Brasil (Hot Car Competições) → Team Brasilien
- Filip Salaquarda: World Series by Renault (ISR Racing) → Sparta Prag
- Ho-Pin Tung: GP2-Serie (DAMS) → Team China

Fahrer, die die Superleague Formula verlassen haben:
- Sébastien Bourdais: Olympique Lyon → IndyCar Series (Dale Coyne Racing)
- Máximo Cortés: AS Rom → Le Mans Series (MIK Corse)
- Adderly Fong: Team China → Britische Formel-3-Meisterschaft (Sino Vision Racing)
- Esteban Guerrieri: PSV Eindhoven → Indy Lights (Sam Schmidt Motorsports)
- Julien Jousse: AS Rom → Le Mans Series (Pescarolo Sport)
- Narain Karthikeyan: PSV Eindhoven → Formel 1 (HRT)
- Hywel Lloyd: PSV Eindhoven → Britische Formel-3-Meisterschaft (Sino Vision Racing)
- Bruno Méndez: Atlético Madrid → Britische Formel-3-Meisterschaft (Hitech Racing)
- Celso Míguez: Girondins Bordeaux → Spanische GT-Meisterschaft (Aurora Energy Drink)
- Franck Montagny: Girondins Bordeaux → Le Mans Series (Peugeot Sport Total)
- Álvaro Parente: FC Porto → GP2-Serie (Racing Engineering)
- Davide Rigon: RSC Anderlecht → GP2-Serie (Scuderia Coloni)
- James Walker: FC Liverpool → Le Mans Series (JMW Motorsport)

Fahrer, die noch keinen Vertrag für ein Renncockpit 2011 besitzen:
| - Borja García - Ben Hanley - Jaap van Lagen - Qinghua Ma - Marcos Martínez | - Paul Meijer - Franck Perera - Giacomo Ricci - Adrián Vallés |

## Rennen
2011 waren mehrere Rennwochenenden geplant. Vor und während der Saison gab es mehrere Änderungen des Rennkalenders. Unter anderem wurde im September geplante Veranstaltung auf dem Smolensk-Ring im Juni abgesagt, da die Rennstrecke nicht rechtzeitig fertig geworden war. Schließlich wurde die Saison nach nur zwei Veranstaltungen abgebrochen.
An jedem Rennwochenende wurden zwei Rennen gefahren. Die Startaufstellung für das erste Rennen wurde durch ein Qualifying ermittelt. Die Startaufstellung für das zweite Rennen ergab sich aus dem umgedrehten Ergebnis des ersten Rennens. Anschließend wurde das sogenannte „Super Final“ ausgetragen. Zu diesem Rennen qualifizierten sich die sechs Piloten, die in den ersten beiden Rennen die meisten Punkte erzielt hatten. Der Sieger dieses Rennens, der sogenannte „Weekend Winner“, erhielt eine Prämie von 100.000 €.
| Nr. | Datum    | Rennstrecke | Sieger                       | Zweiter                     | Dritter                          | Weekend Winner                   |
| --- | -------- | ----------- | ---------------------------- | --------------------------- | -------------------------------- | -------------------------------- |
| 01. | 05. Juni | Assen       | PSV Eindhoven Yelmer Buurman | Team England Craig Dolby    | Team Luxemburg Frédéric Vervisch | Team England Craig Dolby         |
| 02. | 05. Juni | Assen       | Team Japan Duncan Tappy      | Team Australien John Martin | Team Brasilien Antonio Pizzonia  | Team England Craig Dolby         |
| 03. | 17. Juli | Zolder      | Team England Craig Dolby     | RSC Anderlecht Neel Jani    | Team Luxemburg Frédéric Vervisch | Team Luxemburg Frédéric Vervisch |
| 04. | 17. Juli | Zolder      | Team Australien John Martin  | Team Südkorea Max Wissel    | Team Russland Michail Aljoschin  | Team Luxemburg Frédéric Vervisch |

## Wertung
| Pos. | Verein          | Punkte |
| ---- | --------------- | ------ |
| 1.   | Team Australien | 158    |
| 2.   | Team Japan      | 136    |
| 3.   | Team Luxemburg  | 134    |
| 4.   | PSV Eindhoven   | 130    |
| 5.   | RSC Anderlecht  | 125    |
| 6.   | Team England    | 124    |
| 7.   | Team Neuseeland | 113    |
| 8.   | Team Brasilien  | 102    |

| Pos. | Verein               | Punkte |
| ---- | -------------------- | ------ |
| 09.  | Sparta Prag          | 95     |
| 10.  | Galatasaray Istanbul | 88     |
| 11.  | Team Südkorea        | 71     |
| 12.  | Team Russland        | 56     |
| 13.  | Girondins Bordeaux   | 52     |
| 14.  | Team China           | 34     |
| 15.  | Atlético Madrid      | 28     |
| 16.  | Team Niederlande     | 16     |